# Prenner Farkas András Lipót
Prenner Farkas András Lipót (? – Buda, 1722) német katonatiszt, császári kapitány, Buda első polgármestere 1687 és 1688 között.

## Élete
Buda visszafoglalása után a város katonai irányítás alá került. Az első polgármestert is Prenner császári kapitány személyében Beck Menyhért városparancsnok nevezte ki. Budát rövidesen azonban a megalakuló budai kamarai igazgatóság fennhatósága alá rendelték, mivel I. Lipót tartott attól, hogy az oszmán hódoltság előtt szabad királyi városi státuszt élező Buda jövedelmeit a katonai irányítás lefölözi a korona kárára. Werlein István János kamarai inspektor 1687. szeptember 27-én erősítette meg Prennert pozíciójában. I. Lipót 1687. november 7-én hagyta jóvá a kamarai döntést. Polgármesterségén túl Prenner az 1687. évi pozsonyi országgyűlésen is képviselte másodmagával a várost követként.
A város tényleges első számú vezetője ebben az időszakban Werlein maradt, akinek betelepítő tevékenységét Prenner segítette. 1688. október 24-én önként lemondott pozíciójáról, miután a város polgársága megszerveződött és lehetőség adódott az önkormányzati rendszer kiépítésére, valamint rendszeres választás megtartására. Egy 1689. februári levél arra enged következtetni, hogy Prenner háttérbe vonulása mögött a Werleinnel való feszült viszony keresendő. A konfliktus révén olyan igaztalan vádak is szárnyra keltek, miszerint Prennernek a hűtlen kezelés és a város eladósítása miatt kellett megválnia a posztjáról, de miután egyik hitelezője Bécsben el akarta őt fogatni, a budai városi tanács hivatalos okiratban tisztázta a volt polgármestert a vádak alól 1688 végén. Küchl Miklós rövid átmeneti időszaka után első polgári vezetőként Salgary Péter addigi postamestert választották meg Prenner utódjának. Lemondása után Prenner nem költözött el Budáról, nyugállományba helyezése után családjával itt telepedett le. Testvére, Prenner János Mihály császári kapitány szintén Budán élt. Buda első polgármestere 1722-ben hunyt el, családját az évtized végén említik utoljára korabeli feljegyzések.